# 長谷部栄二郎
長谷部 栄二郎（はせべ えいじろう、1887年〈明治20年〉10月28日 - 1972年〈昭和47年〉12月26日）は、日本の神官。
虎杖子と号する俳人としても知られる。北海道俳壇の重鎮と呼ばれ、門弟の数は700人以上におよんだ。

## 経歴
1887年（明治20年）10月28日、宮城県亘理郡亘理村の尾形家に生まれる。
幼少時に自家が火災で焼失したため、両親とともに1890年（明治23年）、北海道有珠郡伊達村に移住する。これは、本家の尾形弥平が伊達邦成の家臣で、1873年（明治6年）に伊達へ入植していたのを頼ったものであった。
やがて成長した栄二郎は、札幌の帝国製麻琴似製線工場に就職。そして当別町の神官・長谷部多八の3女である亀菊と結婚し、長谷部家の婿養子となった。また工場勤務のかたわらで俳人として頭角を現し、『北海タイムス』の俳句の選者を務めた。
1921年（大正10年）、牛島滕六が句誌『時雨』を創刊すると、これに参画した。
沼田・栗沢・名寄・本別と北海道各地の工場長を歴任したのち、1931年（昭和6年）、28年間にわたって勤務した帝国製麻を退職。以降は神職に身を捧げつつ、俳壇での活動を続けた。
1937年（昭和12年）6月、廃刊となった『時雨』を改組し、新たに『葦牙』として発刊した。
1964年（昭和39年）、北海道文化奨励賞を受賞。
1972年（昭和47年）12月26日、85歳で没した。

## 碑
長谷部虎杖子の句碑は、小樽市の御膳水宮の隣や、2代目宮司を務めた西当別神社の境内にある。
また西当別神社には、神職としての栄二郎を顕彰した碑も建てられている。

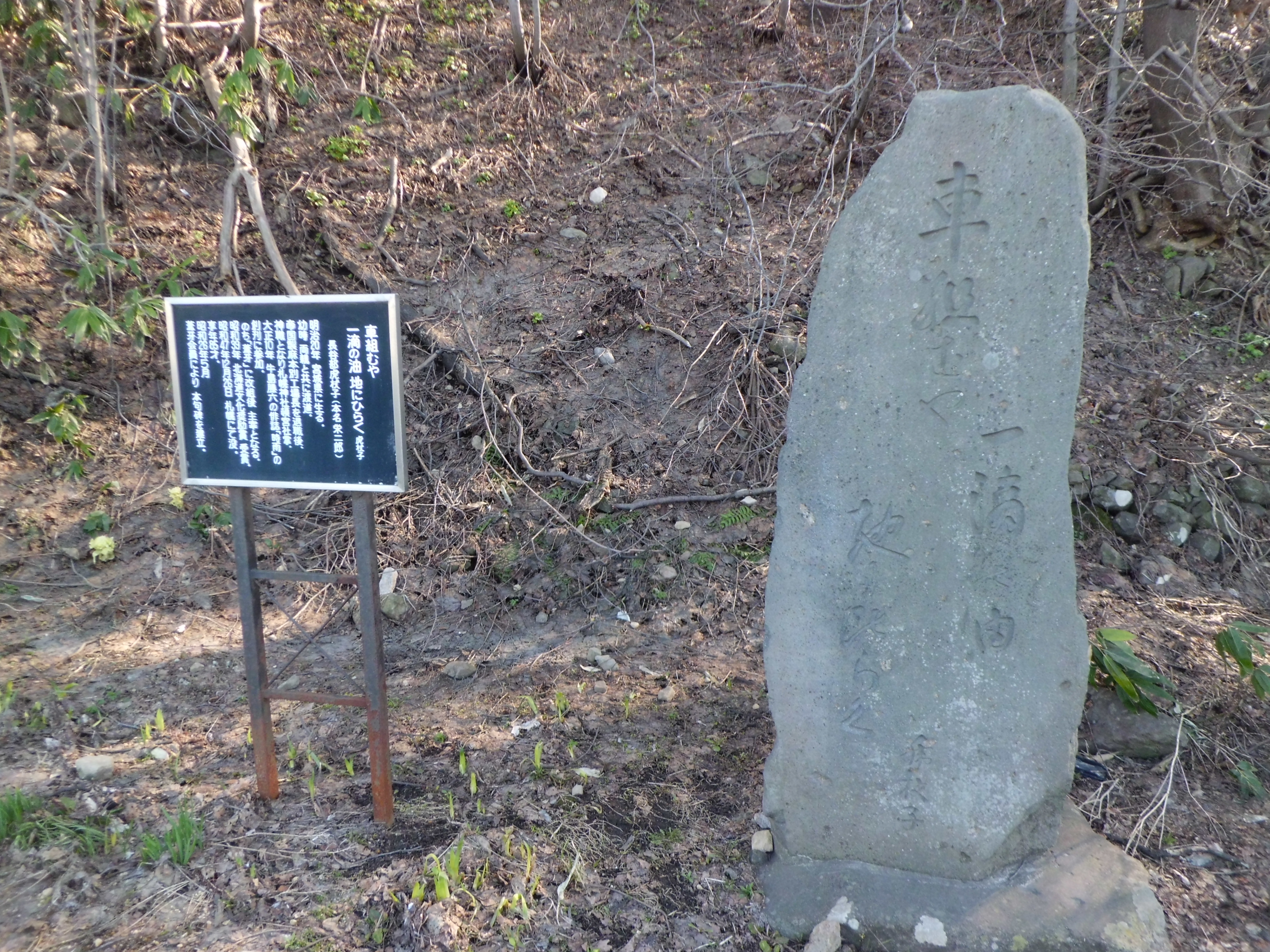
小樽市の句碑
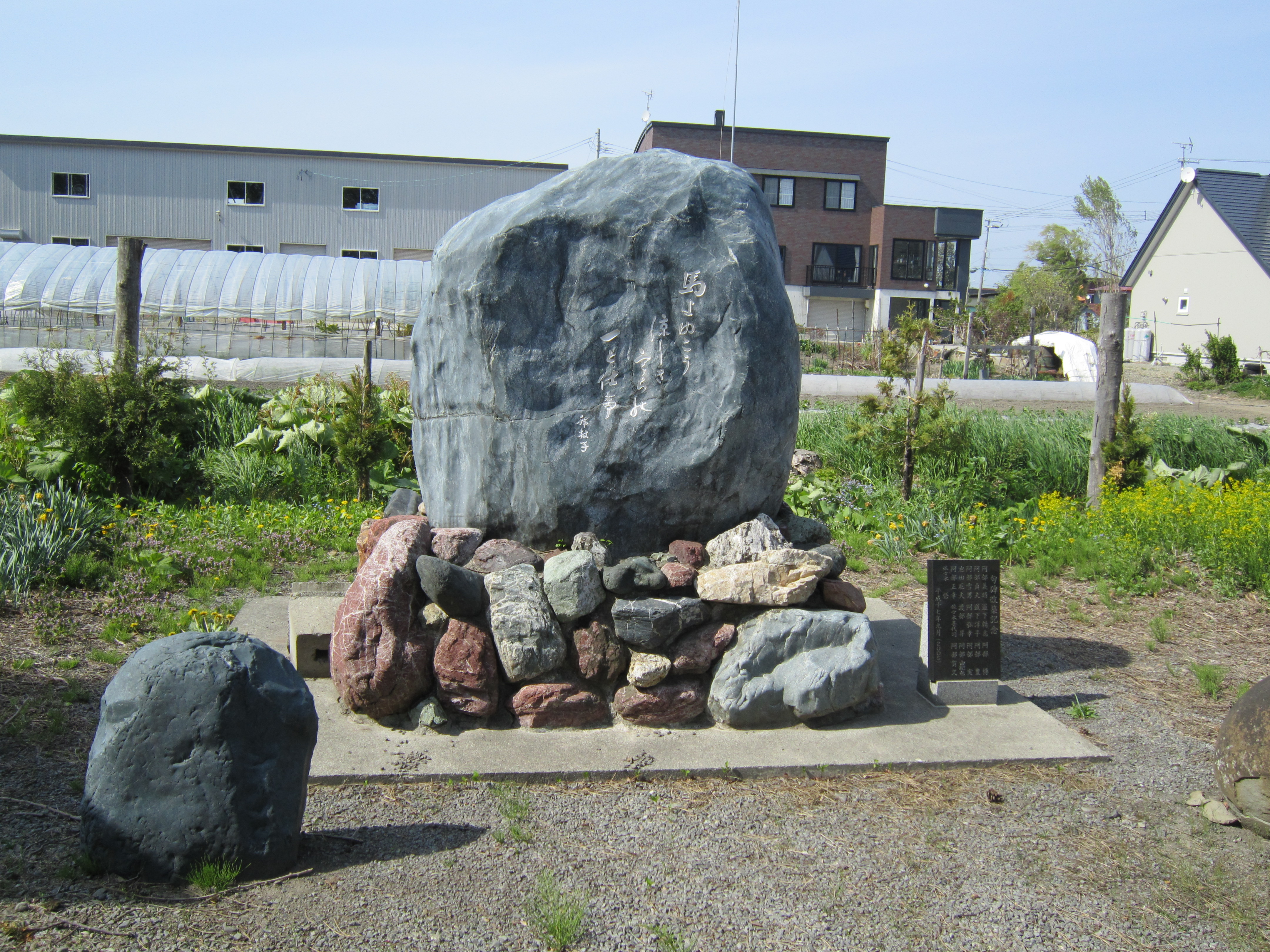
西当別神社の句碑
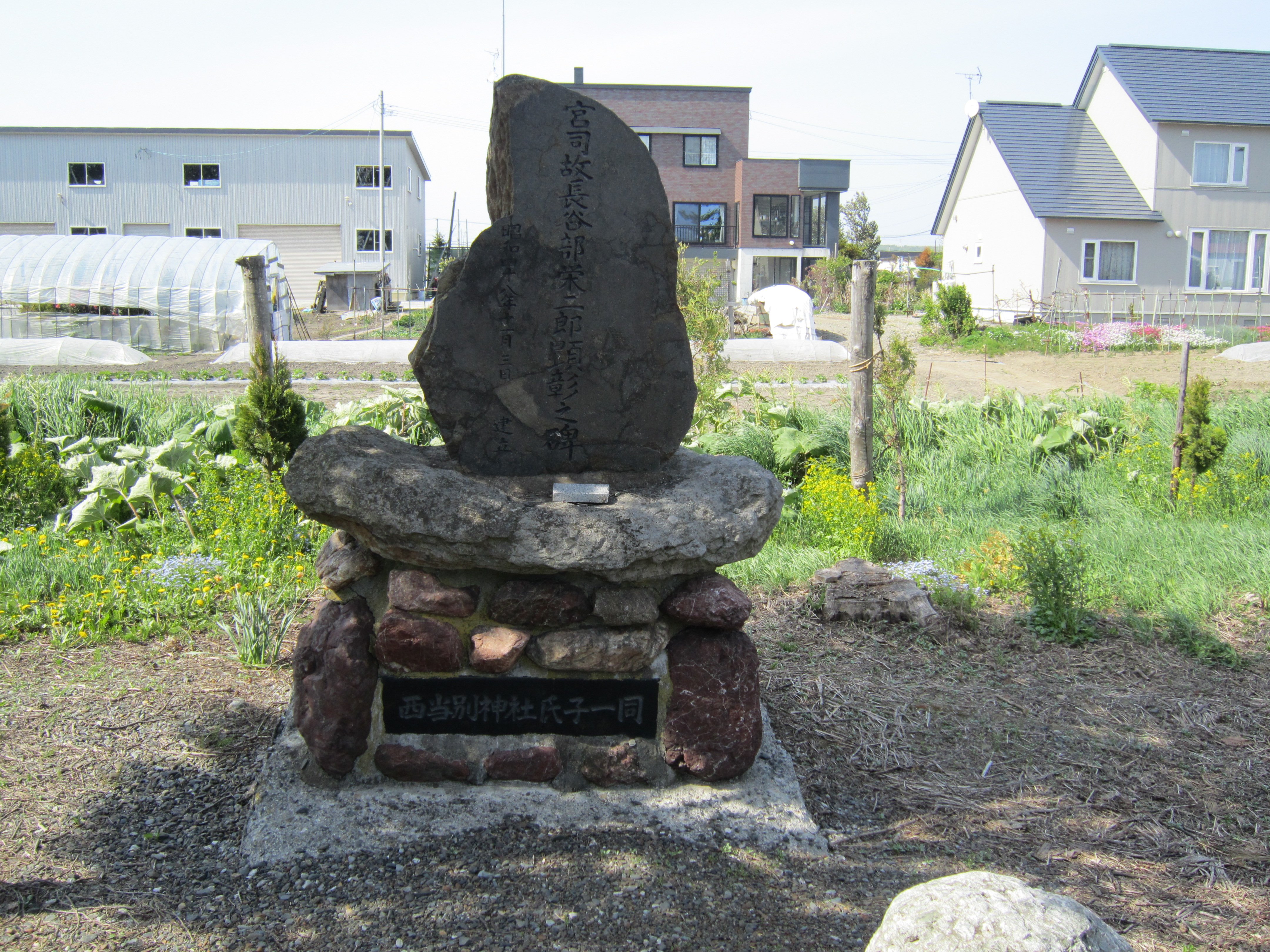
宮司故長谷部栄二郎顕彰之碑